# Našice
Našice su grad u Hrvatskoj koji administrativno pripada Osječko-baranjskoj županiji.

## Gradska naselja
Gradu Našicama pripada i administrativno područje od 16 naselja (stanje 2006.), to su: Brezik Našički, Ceremošnjak, Gradac Našički, Granice, Jelisavac, Lađanska, Lila, Londžica, Makloševac, Markovac Našički, Martin, Našice, Ribnjak, Velimirovac, Vukojevci i Zoljan.

## Zemljopis
Našice su grad u Slavoniji, 50 km zapadno od Osijeka, a nalazi se na 154 metara nadmorske visine (središte grada), gdje sjeverni obronci Krndije prelaze u nizinu istočnohrvatske ravnice. Grad se nalazi na raskrižju nekoliko važnijih prometnica i to D2 (Podravska magistrala) Osijek – Virovitica, D53 Donji Miholjac – Slavonski Brod, te D515 Našice – Đakovo. Također je i željezničko čvorište pruga R202 Varaždin – Dalj i L206 Našice – Pleternica – Nova Kapela.

## Stanovništvo
Prema popisu iz 2001. na području grada Našica živjelo je 17.320 stanovnika.
Etnička struktura grada:
- Hrvati 15.145 (87,44 %)
- Slovaci 964 (5,57 %)
- Srbi 727 (4,2 %)
- Albanci 34 (0,2 %)

Prema popisu iz 2011. na području grada Našica živjelo je 16.224 stanovnika od čega 7.863 muškog stanovništva, te 8.361 ženskog. 
Prosječna starost ukupnog stanovništva je 39,3 godina.
| broj stanovnika | 3076  | 3746  | 4035  | 6259  | 7992  | 9238  | 9244  | 10810 | 12736 | 13616 | 14665 | 15366 | 15629 | 17432 | 17320 | 16224 | 14291 |
|                 | 1857. | 1869. | 1880. | 1890. | 1900. | 1910. | 1921. | 1931. | 1948. | 1953. | 1961. | 1971. | 1981. | 1991. | 2001. | 2011. | 2021. |

| broj stanovnika | 1128  | 1566  | 1587  | 1829  | 2118  | 2439  | 2310  | 2662  | 3005  | 3383  | 4187  | 5780  | 6817  | 8235  | 8173  | 7888  | 7307  |
|                 | 1857. | 1869. | 1880. | 1890. | 1900. | 1910. | 1921. | 1931. | 1948. | 1953. | 1961. | 1971. | 1981. | 1991. | 2001. | 2011. | 2021. |

Nastao iz stare općine Našice. U 1991. pripojen je nenaseljeni dio područja općine Podgorač. Od 1857. do 1971. dio podataka sadržan je u općini Koška. U 1991. izdvojen je nenaseljeni dio područja u općinu Đurđenovac.
Stanovništvo prema vjeri na području grada Našica prema Popisu 2011.:
- Katolici 14.915
- Pravoslavci 560
- Protestanti 85
- Ostali Kršćani 74
- Muslimani 64
- Istočne religije 4
- Agnostici i skeptici 54
- Nisu vjernici i Ateisti 264

Etnička struktura grada prema popisu iz 2011.:
- Hrvati 14.284
- Albanci 50
- Bošnjaci 21
- Crnogorci 2
- Česi 3
- Mađari 22
- Makedonci 17
- Nijemci 9
- Poljaci 2
- Romi 4
- Rusi 2
- Slovaci 1.078
- Slovenci 7
- Srbi 588
- Talijani 3

Najčešća prezimena u Našicama 2011. bila su: Knežević, Baričević, Kovačević, Puhanić, Amić, Horvat, Vulić, Jurić, Kraljik, Mandić

## Povijest
Našice se prvi put spominju 1229. godine. U srednjovjekovnim ispravama nazivaju se: Nolko, Nolche, Negke, Nexe, Nekche (mađarski), Naschitz (njemački), Vesice i Nesice.
Svjetovni gospodari Našica i našičkog posjeda bijahu Abe, David Lacković, Ivan Korvin, Ivan i Nikola Gorjanski, te iločki knezovi Ujlaky. U crkvenom pogledu vlasnici su templari (crkva u Martinu), ivanovci i franjevci. Godine 1734. našički posjed kupuju grofovi Pejačević i drže ga sve do 1945. godine.
Našice, grad duge povijesti, obiluju kulturno-povijesnim spomenicima. Klasicistički dvorac obitelji Pejačević jedna je od najljepših građevina na ovim prostorima. U prostranom parku Pejačevići su izgradili manji, prizemni lovački dvorac. U gradu je neogotička kapelica s kriptom obitelji Pejačević te grob skladateljice Dore Pejačević.
Tu su i gotičko barokni franjevački samostan i župna crkva sv. Antuna Padovanskog, barokizirana u 18. stoljeću s bogato urešenim oratorijem s grbom Pejačevića i rešetkama bez premca u cijeloj Hrvatskoj. Crkva ima zanimljivu nadgrobnu ploču s likom đakovačkog biskupa fra Nikole Ogramića Olovčića, orgulje, a usred sakristije su vrlo rijedak i vrijedan golem ormar bogato urešen rokoko ukrasima i četiri kutna ormara. Crkva iz 1777. godine nadživjevši tursku vlast dobila je zvonik dovršen 1714. godine.
Našički Židovi pridonijeli su hrvatskom narodnom preporodu i razvitku kulturno-društvenog života. Osnovali su i/ili su bili članovi Hrvatskog pjevačkog društva Lisinski, Obrtničko-radničkog društva, Učiteljskog društva, Dobrovoljnog vatrogasnog društva, športskog društva Hrvatski sokol. Veliku su ulogu imali u gospodarstvu (drvna industrija u Đurđenovcu, Našička štedionica, promet). U našički kraj doselili su se u Našice osamdesetih godina 18. stoljeća. Doselili su ponajviše iz ugarskih županija (Zalske, Tolnavske, Šopronjske, Baranje, Bačke i Torontalske), ali i Češke, Moravske i Austrije.
Krajem 19. stoljeća u okolicu grada, na poziv grofa Pejačevića, doseljavaju slovačke obitelji i osnivaju Jelisavac i Markovac Našički, te isto na poziv grofa, radi potrebe za radnom snagom, okolicu Našica (Velimirovac i Breznica Našička naseljavaju doseljenici njemačkog porijekla. 
Rimokatolička župna crkva sv. Antuna Padovanskog je sjedište istoimene župe i našičkog dekanata Požeške biskupije. Crkveni god (proštenje) ili kirvaj slavi se 13. lipnja, a ujedno se taj dan slavi i kao Dan grada.

### Domovinski rat
U drugom tjednu rujna 1991. godine, hrvatske su vlasti pokušavale mirnim pregovorima s JNA izboriti predaju tamošnje vojarne JNA. Bilo je nekoliko vojarna koje je trebalo osloboditi. Srpnja 1991. osnovan je bataljun ZNG u sastavu 107. brigade ZNG Valpovo. Istovremeno su stizale prijetnje zapovjednika vojarne  ”Jovana Ive Marinkovića” na Grbavici Ranka Dragojevića da će sravnit Našice sa zemljom. ZNG Našice dobio je zadaću spriječiti i onemogućiti izlazak oklopno mehaniziranih postrojba JNA iz tadašnje vojarne u sam grad, spriječiti razaranje grada te onemogućiti spajanje snaga iz vojarne s područjima potencijalne pobune. Neuspjeh je značio neprijateljsku blokadu područja i onda bi velikosrpski osvajači imali brze koridore proboja za svoje snage s istoka. Tijekom kolovoza i rujna ZNG je intenzivno izviđao vojarnu i vojni poligon Grbavicu. Nakon zauzimanja vojarne JNA u Slatini 16. rujna, pripadnici ZNG-a Slatina dobili su zadaću otići u ispomoć u Našice. S hrvatske strane, osim vlasti, i preko Radija Našice pozivalo se oficire JNA neka se predaju, kako bi se izbjegao oružani sukob u kojem bi stradali civili i u kojem bi grad bio razoren. Prvi uspjeh bio je na drugoj lokaciji, gdje je postignut uspjeh. Uspostavljena je veza sa zapovjednikom vojnog skladišta Jezerac u Našičkom Markovcu i dogovorena je mirna predaja vojnog objekta s posadom što je učinjeno 19. rujna. Tada su slabo naoružane hrvatske snage došle do velike količine oružja. U noći 19. na 20. rujna zaposjelo se položaje oko Grbavice. Sve miroljubive inicijative nisu urodile nikakvim plodom. Dana 20. rujna oko 5 sati ujutro dan je znak opće opasnosti. Stanovnike se uputilo u skloništa. JNA nije birala mete, nego je pucala po svim objektima u gradu, bili oni vojni ili civilni. Zapovjednik vojarne zapovijedio je paljbu po gradu iz sveg raspoloživog oružja, minobacača, tenkova, samohodnih topničkih oruđa i vođenim raketama tipa „maljutka“. U tom napadu grad Našice pretrpio je velika razaranja. JNA je projektilima pogodila, uništila i teško oštetila brojne obiteljske domove, spomenike kulture, vodotoranj, benzinsku crpku, gospodarske objekte, hotel Park, dvorac Pejačević, poštu, naftovod Beničanci – Sl. Brod, plinovod tvornice cementa i veliki broj privatnih objekata, a nisu poštedjeli ni našičku bolnicu. Razarali su i rimokatoličke objekte: zapalili su crkveni toranj župne crkve sv. Antuna Padovanskoga te krovište Franjevačkog samostana. JNA je tako nanijela golemu materijalnu štetu. Hrvatske snage činile su postrojbe ZNG Našice i Orahovica, Odred narodne zaštite i policije, a potpomognute grupama dragovoljaca iz općina Đakovo, Valpovo, D. Miholjac, Orahovica, P. Slatina, Sl. Požega i Osijek. Uzvratili su iz sveg raspoloživog naoružanja po vojarni i poligonu Grbavici. U noći s 20. na 21. rujna opkoljena JNA i srpski dobrovoljci iz vojarne pokušali su se probiti tenkovima, samohotkama i oklopnim transporterima preko Grbavice u pravcu zaseoka Poljane u selu Zoljanima. Ušli su u minsko polje i protuoklopnu vatru hrvatskih branitelja. Tek jedna samohotka izašla je iz okruženja. Poslije je pronađena napuštena, s jednim teško ranjenim vojnikom. Poslije se pokazalo da je njom pobjegao zapovjednik vojarne, kapetan JNA Dragojević i njegov pomoćnik, kapetan Marković. Nakon tridesetak sati borbâ, združene obrambene snage Zbora narodne garde, policije i Odreda narodne zaštite našičke i susjednih općina uspjele su zauzeti vojarnu, postaviti hrvatsku zastavu na nju te zauvijek ukloniti okupatora iz grada. Predala se skupina aktivnih i pričuvnih časnika, dočasnika, pričuvnih vojnika i ročnika JNA. Zarobljeni ročnici preodjeveni su iz odora i uz policijsku pratnju ispraćeni do policijske postaje. Najstrožije je bilo zabranjeno iživljavanje ili ikakvo maltretiranje vojnika, mahom ročnika. U borbama su poginula trojica hrvatskih branitelja i ranjeno 16. Taj se nadnevak, 21. rujna, slavi kao Dan oslobođenja Našica od JNA. Nakon što je pala vojarna, ustrojena je 132. našička brigada.
 Hrvatske vojske koja je dala veliki obol u obrani istočne Slavonije, te u oslobađanju sela na Papuku (Operacija Orkan '91.). U rujnu 1991. skupina od 67 dragovoljaca s područja našičkog kraja (bivša općina Našice) odlazi u obranu grada Vukovara od kojih 18 pogiba, neki izlaze u proboju, a većina ostalih prolazi kroz zloglasne srpske logore prije oslobađanja u kolovozu 1992.

## Gospodarstvo
Nositelj gospodarstva na našičkom području je Nexe grupa sa svojim članicama na čelu s Našicecement d.d.

## Poznate osobe
- Domagoj Vida, nogometaš
- Isidor Kršnjavi, slikar, kulturni i javni djelatnik
- Ladislav Pejačević, političar, hrvatski ban 1880. – 1883.
- Teodor Pejačević, političar, pravnik, hrvatski ban 1903. – 1907.
- Dora Pejačević, skladateljica
- Marcos Pejacsevich, gosodarstvenik i počasni građanin Grada Našica[14]
- Pavle Jurina, rukometaš, trener, osvajač zlatne olimpijske medalje 1984.
- Danijel Pranjić, nogometaš
- Helena Buljan, glumica
- Sandra Lončarić, glumica
- Tomislav Torjanac, ilustrator i slikar
- Berislav Rončević, dipl. pravnik, političar, saborski zastupnik, ministar obrane 2003. – 2008.
- Ivana Plechinger, glazbenica i voditeljica
- Dane Morgan, odvjetnik[9]
- Isak Heršković, liječnik[9]
- Miroslav Schlesinger, liječnik,[9]
- Mavro Spitzer, hrv. književnik i publicist[9]
- Josip Drechsler, vlasnik Prve jugoslavenske tvornice lula i glinenih proizvoda[9]
- Max Fischer, vlasnik ciglane u Markovcu Našičkom[9]
- Sigmund Heim, gospodarstvenik, zaslužan za gradnju ceste preko Krndije, od Našica do Požege[9]
- Hinko Juhn, osnivač moderne hrvatske keramike, iz Podgorača[9]
- Mario Crvenka, katolički svećenik, hrv. pjesnik, bibličar, biokemičar
- Branko Uvodić, hrvatski televizijski voditelj, spiker, urednik i počasni građanin Grada Našica[15]

- Nikola Antolović, hrv.  nogometni sudac
- Toni Fruk, hrv. nogometaš

## Spomenici i znamenitosti
U gradu se nalazi dvorac obitelji Pejačević, crkva sv. Antuna Padovanskog i mnoštvo drugih starina, te poznati našički Veliki park. U novije vrijeme postalo je poznato i umjetno jezero Lapovac, na kojem se održavaju brojna veslačka natjecanja.

## Obrazovanje
Našice trenutačno imaju dvije osnovne škole (Osnovna škola Dore Pejačević i Osnovna škola Kralja Tomislava), te jednu Srednju školu Isidora Kršnjavoga, s više smjerova (gimnazije: jezična, prirodoslovno-matematička i opća; ekonomska škola; elektrotehničke škole, te više različitih strukovnih škola).

## Kultura
- HKD Lisinski
- Zavičajni muzej Našice
- Hrvatska narodna knjižnica i čitaonica. Unutar nje djeluje Središnja knjižnica Slovaka u Hrvatskoj[16][17] (Ústredná knižnica Slovákov v Chorvátskej republike)
- Osnovna glazbena škola "Kontesa Dora"
- Udruga stvaratelja u kulturi "Rima" Našice
- Tamburaško društvo "Dora Pejačević" Našice
- Gradska glazba Našice
- Od 26. studenog 1966. godine na frekvenciji 88,7 MHz emitira Radio Našice.[18]

## Šport
- RK NEXE natječe se u Prvoj hrvatskoj rukometnoj ligi i regionalnoj SEHA ligi,
- NK NAŠK je nogometni klub koji se natječe u 3. NL – Istok,
- KK Našice košarkaški klub koji se natječe u B1 ligi,
- ŽOK Našice koji se natječe u 2. odbojkaškoj ligi istok,
- NK Šipovac Našice je nogometni klub koji se natječe u 2. ŽNL Nogometno središte Našice,
- MNK Našice je malonogometni klub koji se natječe u 2. hrvatskoj malonogometnoj ligi Istok,
- Nogometno središte Našice
- Teniski klub Našice, natječe se u 3. hrvatskoj teniskoj ligi Istok,
- Kickboxing klub "Impact" Našice,
- Taekwondo klub "Našice",
- Streličarski klub Našice,
- Streličarski klub tjesnih invalida "Kuna" Našice,
- Streljački klub "Našice",
- Stolnoteniski klub "Dora" Našice,
- Stolnoteniski klub "Našice",
- Šahovski klub "Slavonac" Našice,
- Šahovski klub tjelesnih invalida "Šah- mat" Našice,
- Udruga starih športova "Slavonac" Našice,
- Športsko udičarsko društvo "Šaran" Našice,
- Karate klub "Nexe" Našice,
- Kuglački klub Našice,
- Moto klub "Racing" Našice,
- Biciklistički klub "Našice",
- Udruga za šport i rekreaciju "Lapovac" Našice,
- Športska udruga tjelesnih invalida "Našice",
- Paintball klub "Black sheep" Našice
- Zajednica športskih udruga grada Našica.
- Udruga rekreativnog trčanja "Nexe Team" Našice
- Školski športski savez grada Našica
- Udruga navijača RK Nexe Našice
- Udruga za razvijanje i promicanje auto sporta Auto klub "Panonija" Našice

## Ostalo
- Udruga vukovarskih veterana Našice
- Udruga udovica hrvatskih branitelja iz Domovinskog rata Našice
- Udruga hrvatskih vojnih invalida Domovinskog rata Našice
- Udruga djece poginulih i nestalih branitelja Domovinskog rata Našice
- Udruga roditelja poginulih branitelja Domovinskoga rata "Našice – Đurđenovac""
- Udruga liječenih branitelja od PTSP-a Našice
- Udruga civilnih invalida rata Našice
- Javna vatrogasna postrojba Našice,
- Dobrovoljno vatrogasno društvo Našice, osnovano 1888.
- Savez Slovaka – Zvaz Slovakov Našice
- Udruga Zagoraca "Kaj" Našice
- Matica umirovljenika Hrvatske – Gradska udruga umirovljenika Našice
- Lovačka udruga "Jelen" Našice,
- Gljivarsko društvo Našice 2005.
- Planinarsko društvo "Krndija" Našice
- Udruga za Hrvatsku povjesnicu Našice
- Oldtimer klub "Našice" Našice
- Radio klub "Našice" Našice
- Ogranak Matice Hrvatske Našice
- Udruga mladih "UM" Našice
- Udruga mladih "Info" Našice
- Društvo"Naša djeca" Našice
- Udruga gluhih i nagluhih osoba Našice
- Humanitarna udruga "Dar dobrote" Našice
- Udruga voćara i vinogradara Našice
- Pčelarska udruga "Pčela" Našice
- Zajednica tehničke kulture Našice
- Udruga slijepih Našice
- Kinološko društvo "Našice" Našice
- Lions club "Našice" Našice
- Hrvatski Crveni križ- Gradsko društvo Crvenog križa Našice
- Udruga dijabetičara Našice

## Vanjske poveznice
- Službene stranice grada Našica